# Добри дол (област Монтана)
 Тази статия е за селото в Област Монтана.  За другите български села с това име вижте Добри дол.  
До̀бри дол е село в Северозападна България. То се намира в община Лом, област Монтана.

## История
Селото се споменава за първи път в турски документ от средата на XVI век (1548 г.) като селище с войнушко население под името Добрин дол. Димитър Маринов пише, че Добри дол е „старинско село“ и „преданието не помни кога е заселено“, но винаги се е намирало на едно и също място, на пътя от Лом за Видин. Изселвало се е в размирни времена, но впоследствие населението винаги се е връщало на родното огнище. В народната памет се е запазил споменът за три повратни момента от историята на този край, които принудили хората да се вдигнат и да се крият по гори и шумаци. Това са бунтът на Осман Пазвантоглу и терорът на кърджалиите от края на XVIII и началото на XIX век, голямата чума от 1812 г. и Руско-турската война от 1828 – 1829 г. През 1837 г. добридолчани са изкарани от турците да теглят по Дунава дубата на княз Милош Обренович, който тъкмо се връщал от Цариград, където получил ферман от султана, признаващ го за сръбски княз.
През 1850 г. Добри дол е един от центровете на Въстанието в Северозападна България. При хълма Козя гърбина трябвало да се съберат въстаниците от селата по поречието на река Скомля до Дунава, откъдето да потеглят към Лом за превземането му, а след това да помогнат на събратята си във Видин. Научили за разгрома на въстаническия отряд на капитан Кръсто при Хасанова махала, повечето от въстаниците при Добри дол се разпръснали. Все пак от тях останали 50 – 60 души, които се обединили в отделна чета, името на чийто предводител не е известно. На 9 юли 1850 г. Добридолската чета се отправила към с. Арчар, в западна посока, където нападнала, превзела и изгорила местния турски полицейски участък. След тази акция продължила към Видин и се вляла във въстаническия отряд, който трябвало да превземе Видинската крепост. Поради бездействие и дезорганизация на въстаниците около Видин, движението на Добридолската чета завършва до селата Дунавци и Буковец безрезултатно.
Краят на „стария“ Добри дол е поставен през 1860 г., когато населението му се изселва в Русия. По-голямата част от преселниците се връщат обратно на следващата година, но в домовете си заварват настанени от турското правителство татари и черкези, поради което се принуждават да се пръснат по околните села и да работят на изполица, устройвайки живота си другаде. Татарите и черкезите напускат селото по време на Руско-турската война от 1877 – 1878 г. и след Освобождението е заселено отново с българи, преселници от Таврическата губерния. Преселниците първоначално са настанени в Тополовец, където прекарват зимата на 1880 – 1881 г., а след това преминават в Добри дол. През следващите години в селото се установяват торлаци от планинските села, поради което през следващите десетилетия то има особен етнографски характер спрямо околните селища. Към 30-те години на XX век жителите на Добри дол до голяма степен запазват своя белоградчишки говор.
През есента на 1923 г., Добридолският партизански отряд, ръководен от сваления от цанковистите кмет на общината – Рангел Ганев Митов се отправя към казармите в ломския гарнизон и единствен от околните села, влиза в битка с разположените в Лом, правителствени войски. След като е разбит, поради провала на въстанието, част от въстаниците са избити или задържани, а водачите се оттеглят в Сърбия.

## Религии
Православно християнство.

## Културни и природни забележителности
- Добридолски манастир

## Редовни събития
- Съборът е на 28 август Богородица